# 共产国际十二月提纲
共產國際十二月提綱，正式名称關於朝鮮農工任務的提綱，是指1928年12月共產國際執行委員會政治書記處通過的關於朝鮮共產黨改組的決定，根據1928年7-8月在莫斯科召開的共產國際第六次代表大會的決議《關於殖民地半殖民地國家革命運動》制定的。

## 内容
根據提綱的內容，朝鲜共產黨必須放棄過去以知識分子為中心的組織方法，深入工廠和農村，組織工人和貧農，並將民族主義改良派從勞動群眾中孤立出來。

## 影响
與以往共產國際「與民族主義力量合作」的政策不同，這項政策明顯「左」傾，因為共產國際對殖民國家民族資產階級力量的評估發生了變化。換言之，共產國際認為「殖民地民族資產階級不能對帝國主義採取一貫立場，會在革命陣營和帝國主義陣營之間搖擺不定，最終會走向反革命陣營」。
《十二月提綱》對當時的朝鲜半岛共產主義運動產生了巨大影響。此後，民族統一戰線（新幹會）解散，紅色工會運動和紅色農民聯盟運動蓬勃發展。由於朝鲜共產黨在当局多次逮捕中大部分骨幹成員被捕，其在沒有解散聲明的情況下自動解散。日本和滿洲的黨組織也根據一國一黨原則分別被吸收到中國共產黨和日本共產黨之中。